# Reteporellina pectinata
Reteporellina pectinata är en mossdjursart som först beskrevs av James Barrie Kirkpatrick 1890.  Reteporellina pectinata ingår i släktet Reteporellina och familjen Phidoloporidae. Inga underarter finns listade i Catalogue of Life.